# Почесне звання

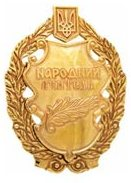
Почесне звання Народний вчитель України

Почесне звання — це державна нагорода країни, яка присвоюється за особисті заслуги перед нею громадянам, що працюють у відповідній галузі економічної, соціально-культурної або військової (правоохоронної) сфери, як правило, не менше певної кількості років, мають високі трудові досягнення та професійну майстерність.

## Історія та сучасний стан
Присвоєння почесних звань провадиться розпорядженнями (указами) найвищих керівників країни або органів влади. Почесні звання можуть бути присвоєні як громадянам країни, так і іноземцям та особам без громадянства. Також почесні звання присвоюються іншими установами, для прикладу — закладами вищої освіти.
Інститут нагородження почесними званнями з'явився у нагородній системі Українській РСР на початку існування радянської влади на території сучасної Україні. Вперше нагородження відбулося у 1922 — володарем цього звання стала акторка Марія Заньковецька, останнім — нагороджений у 1990 військовий диригент Олександр Салік. Згодом з'явилися народні та заслужені артисти України.
В Україні всі почесні звання рівнозначні між собою, окрім тих, що мають ступені та їхнє присвоєння проваджується указами Президента.